# Barburiña (pera)
Barburiña ( en el Centro de Investigaciones Agrarias Mabegondo (CIAM) conocida como: CO16) es el nombre de una variedad cultivar de pera europea Pyrus communis. Esta pera está cultivada en la colección de la Centro de Investigaciones Agrarias Mabegondo (CIAM) con la accesión identificativa "CO16", procedente de un espécimen encontrado en La Coruña. Esta pera también está cultivada en diversos viveros entre ellos algunos dedicados a conservación de árboles frutales en peligro de desaparición. Esta pera es originaria de Galicia, donde tuvo su mejor época de cultivo comercial antes de la década de 1960, y actualmente en menor medida aún se encuentra.

## Sinonimia
- "Pera Limón",[7]
- "Pera Fidalgo".[8]
- "Donguindo",[9]
- "CO5",[10]
- "CO16",[11]
- "CO32",
- "CO36".

## Historia
'Barburiña' está considerada incluida en las variedades locales autóctonas muy antiguas, cuyo cultivo se centraba en comarcas muy definidas. Se caracterizaban por su buena adaptación a sus ecosistemas y podrían tener interés genético en virtud de su adaptación. Se encontraban diseminadas por todas las regiones fruteras españolas, aunque eran especialmente frecuentes en la España húmeda. Estas se podían clasificar en dos subgrupos: de mesa y de cocina (aunque algunas tenían aptitud mixta).
'Barburiña' es una variedad clasificada como de mesa, difundido su cultivo en el pasado por los viveros comerciales y cuyo cultivo en la actualidad se ha reducido a huertos familiares y jardines privados.

## Características
El peral de la variedad 'Barburiña' tiene un vigor medio, con porte erguido y de talla pequeña, muy productivo; florece en la cuarta semana de marzo (media); tubo del cáliz pequeño en forma de embudo con conducto medio o largo, estrecho o ensanchándose hacia el corazón.
La variedad de pera 'Barburiña' tiene un fruto de tamaño grande; forma ovoide, cuello nulo, ligeramente asimétrica, y con contorno más bien regular, de peso 197,00 gr. (alto), diámetro máximo 67 mm (grande), posición del "DM" claramente cara al cáliz, longitud "L" es de 83 mm (grande), la relación "L/DM" es de 1,21 mm (grande), la "DDM" (distancia al "DM" en mm) es de 35 mm (grande), y el perfil de los laterales es cóncavo; piel lisa, brillante aún con el "russeting"; con color de fondo amarillo, importancia del sobre color débil, color del sobre color marrón lavado, distribución del sobre color en chapa lavada en la zona donde le da al fruto directamente el sol, el ruginoso-"russeting" de color marrón cobrizo en forma de grupos a marañas distribuidas aleatoriamente, presentando un punteado ruginoso-"russeting" grueso, "russeting" (pardeamiento áspero superficial que presentan algunas variedades) fuerte (76-100%);
Pedúnculo de longitud medio a largo, de grosor fino, semi-carnoso con engrosamiento en el extremo, recto, implantado derecho, cavidad del pedúnculo estrecha, y de profundidad poca; anchura de la cavidad calicina media, media, forma regular, borde ligeramente plisado en la pared o algo rebajado; ojo medio, semiabierto. Sépalos pequeños, triangulares, y algo convergentes, a veces caídos.
Carne de color blanca infiltrado verdoso bajo la piel; textura media, semi-fundente, muy jugosa; sabor característico de la variedad, de dulzor fuerte y aromático, bueno; corazón pequeño, redondeado, muy próximo al ojo. Eje corto, lanceolado, estrecho y relleno. Celdillas medianas, elípticas, algo puntiagudas en la parte inferior. Semillas de tamaño medio, en su mayoría abortadas. Azúcares totales (ºBrix): 14 (altos), pH: 4,47 (alto), Ácido málico (g/l): 2,3 (bajo).
Dureza con piel (kg/cm² ): 5,0 (muy baja) Dureza sin piel (kg/cm² ): 3,3 (muy baja)
La pera 'Barburiña' tiene una época de maduración y recolección en 4.ª semana de septiembre (tardía) (en CIAM). Se usa como pera de mesa fresca, y en cocina para hacer compotas.

## Susceptibilidades
Esta variedad presenta susceptibilidad fuerte al ataque de la sarna del peral.